# Hrabstwo San Patricio

Piramida wieku hrabstwa

Hrabstwo San Patricio – hrabstwo położone w USA w stanie Teksas. Utworzone w 1846 r. Siedzibą hrabstwa jest miasto Sinton.

## Geografia
Obszar ten jest osuszany przez rzeki Nueces na południu i Aransas na północy, które wyznaczają znaczną część granic hrabstwa. Na zachodniej granicy znajduje się Jezioro Corpus Christi. 2% powierzchni hrabstwa (36 km²) to obszary zalane przez wodę.

## Miasta
- Aransas Pass
- Gregory
- Ingleside on the Bay
- Ingleside
- Lake City
- Lakeside
- Mathis
- Odem
- Portland
- San Patricio
- Sinton
- Taft

## CDP
- Country Acres
- Del Sol
- Doyle
- Edgewater Estates
- Edroy
- Falman
- La Paloma Addition
- Lakeshore Gardens-Hidden Acres
- Loma Linda
- Morgan Farm
- Paisano Park
- Rancho Chico
- St. Paul
- Taft Southwest
- Tradewinds

## Sąsiednie hrabstwa
- Hrabstwo Bee (północ)
- Hrabstwo Refugio (północ)
- Hrabstwo Aransas (północny wschód)
- Hrabstwo Nueces (południe)
- Hrabstwo Jim Wells (południowy zachód)
- Hrabstwo Live Oak (północny zachód)

## Gospodarka
W 2020 roku najpopularniejszymi sektorami zatrudnienia mieszkańców hrabstwa San Patricio były: budownictwo (4038 osób), opieka zdrowotna i pomoc społeczna (3990 osób), handel detaliczny (2952 osoby), usługi edukacyjne (2590 osób), zakwaterowanie i usługi gastronomiczne (2390 osób), oraz produkcja (2175 osób).
Znaczną rolę w gospodarce hrabstwa spełnia rolnictwo, a w 2017 roku hrabstwo uplasowało się na 12. miejscu w Teksasie pod względem zysków z upraw. 64% areału hrabstwa stanowią uprawy, 31% to obszary pasterskie i 3% to obszary leśne. Do najważniejszych upraw należą: bawełna (11. miejsce), sorgo i kukurydza. Wydobywa się pewne ilości ropy naftowej i gazu ziemnego. 

## Demografia
Według spisu w 2020 roku hrabstwo San Patricio liczy 68,8 tys. mieszkańców, w tym byli:
- Latynosi – 58,7%
- biali nielatynoscy – 37,3%
- czarni lub Afroamerykanie – 2,3%
- Azjaci – 1,2%
- rdzenni Amerykanie – 1,1%.

## Religia
Członkostwo w 2020 roku:
- katolicy – 38,1%
- protestanci (gł. baptyści i inni ewangelikalni) – ok. 20%
- buddyści – 1,9%
- świadkowie Jehowy – 1,9%
- mormoni – 1,6%.